# Палеева, Надежда Сергеевна
Наде́жда Серге́евна Пале́ева 24 сентября 1985, р.п. Москаленки, Москаленский район, Омская область, СССР) — российская бегунья на короткие дистанции и бобслеистка. 

## Спортивная карьера

### Лёгкая атлетика
Призёрка командного чемпионата России по лёгкой атлетике на дистанции 100 метров (Сочи, 24.05.11-25.05.11) — 3 место. 
Палеевой принадлежит рекорд Омской области в беге на 100 метров. 
Тренеры в легкой атлетике С. Волкович, С. Самойлович, В. Иванов.

### Бобслей
Привлечена на сборы национальной команды по бобслею в марте 2013 года. В предолимпийский сезон тренеры активно искали разгоняющих, в итоге к сборной привлечены спринтерша Надежда Палеева и толкательница ядра Евгения Соловьева.
Участница зимних Олимпийских игр в Сочи. На Олимпиаде в Сочи Надежда Палеева выступила разгоняющей в паре с Надеждой Сергеевой, где они финишировали 16-ми (3:55.86).
В июле 2017 года Федерация бобслея России приняла решение дисквалифицировать Надежду Палееву, спортсменка нарушила Общероссийские антидопинговые правила. Палеева дисквалифицирована на два года. Наказание вступило в силу 29 июня 2017 года.